# Albert Wolfinger

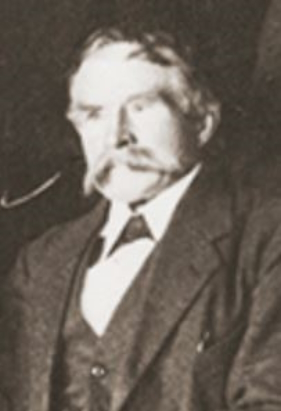
Wolfinger (1921)

Albert Wolfinger (* 18. Februar 1850 in Balzers; † 25. Januar 1931 ebenda) war ein liechtensteinischer Landwirt und Politiker (VP).

## Biografie
Wolfinger war Bürger der Gemeinde Balzers und arbeitete als Landwirt. Von 1885 bis 1894 gehörte er dem Gemeinderat von Balzers an. In dieser Zeit war er von 1891 bis 1894 stellvertretender Gemeindevorsteher. Von 1897 bis 1900, sowie erneut von 1903 bis 1912 war er Gemeindekassier. 1910 wurde Wolfinger stellvertretender Landtagsabgeordneter und rückte 1913 für den am 10. Dezember 1912 verstorbenen Xaver Bargetze in den Landtag nach. Diesem gehörte er bis 1926 an.
Wolfinger war zweimal verheiratet und hatte acht Kinder, drei aus erster Ehe sowie vier Söhne und eine Tochter aus zweiter Ehe.